# Coupe de la Ligue portugaise de football 2010-2011
Navigation
Coupe de la Ligue 2009-2010 Coupe de la Ligue 2011-2012
La coupe de la ligue portugaise de football 2010-2011 (pt : Taça da liga), est la quatrième édition de la coupe de la Ligue portugaise de football. Les 16 équipes de première division (Primera Liga) et les 16 équipes de deuxième division (Liga de Honra) participent à cette compétition soit 32 équipes.
La compétition est remportée par le SL Benfica qui bat en finale Paços de Ferreira sur le score de deux buts à un.

## Déroulement de la compétition

### Calendrier
| Tour | Nom            | Date                                                    | Participants   |
| 1    | Premier tour   | 7, 8, 14, 15 et 22 août 2010                            | 16             |
| 2    | Deuxième tour  | 9, 10, 20, 27 et 28 octobre, 10, 17 et 20 novembre 2010 | 16 (8+8 de PL) |
| 3    | Troisième tour | 2, 3, 18, 19, 20, 29 et 30 janvier 2011                 | 16 (8+8 de PL) |
| 4    | Demi-finales   | 2 et 3 mars 2011                                        | 4              |
| 5    | Finale         | 23 avril 2011                                           | 2              |

### Participants
- Entre parenthèses, figure le classement de la saison dernière

| Clubs de Primera Liga (16)  | Clubs de Liga de Honra (16) |
| arrivent au 3e tour         | arrivent au 1er tour        |
| --------------------------- | --------------------------- |
| Benfica (1er PL)            | Belenenses (15e PL)         |
| Sp. Braga (2e PL)           | Leixões (16e PL)            |
| Porto (3e PL)               | Feirense (3e LH)            |
| Sporting CP (4e PL)         | Santa Clara (4e LH)         |
| Marítimo (5e PL)            | Oliveirense (5e LH)         |
| V. Guimarães (6e PL)        | Trofense (6e LH)            |
| Nacional (7e PL)            | Penafiel (7e LH)            |
| Naval (8e PL)               | Fátima (8e LH)              |
| arrivent au 2e tour         | Desportivo das Aves (9e LH) |
| União de Leiria (9e PL)     | Gil Vicente (10e LH)        |
| Paços de Ferreira (10e PL)  | Estoril-Praia (11e LH)      |
| Académica (11e PL)          | Freamunde (12e LH)          |
| Rio Ave (12e PL)            | Varzim (13e LH)             |
| Olhanense (13e PL)          | Covilhã (14e LH)            |
| Vitória de Setúbal (14e PL) | Arouca (1er IID)            |
| Beira-Mar (1er LH)          | Moreirense (2e IID)         |
| Portimonense (2e LH)        |                             |

Légende : (PL) = Primera Liga, (LH) = Liga de Honra, (IID) = II Divisão

## Premier tour

### Format
- Ce premier tour est joué entre les 16 équipes de deuxième division[1].
- Les rencontres sont disputées les 7, 8, 14, 15 et 22 août 2010.
- Ce tour se dispute sous forme de poules de quatre équipes. Deux équipes par poule reçoivent deux fois et se déplacent une fois, les deux autres faisant l'inverse. L'ordre des matchs qui est tiré au sort est le suivant : 
  - Journée 1 : L'équipe 2 reçoit l'équipe 1 et l'équipe 3 reçoit l'équipe 4
  - Journée 2 : L'équipe 4 reçoit l'équipe 2 et l'équipe 3 reçoit l'équipe 1
  - Journée 3 : L'équipe 1 reçoit l'équipe 4 et l'équipe 2 reçoit l'équipe 3.
- Les deux premiers de chaque poule sont qualifiés pour le tour suivant.
- En cas d'égalité, les critères suivants sont utilisés :

1. Différence de buts
2. Nombre de buts marqués
3. Plus petit âge moyen des joueurs utilisés[1].

### Tirage au sort
- Il est effectué le 5 juillet 2010[2].
- Les équipes sont réparties en quatre pots : 
  - Dans le pot 1, se trouvent les deux relégués de Primera Liga, ainsi que les 3e et 4e de la dernière saison de Liga de Honra. Ces équipes se voient attribuer le numéro 1.
  - Dans le pot 2, se trouvent les équipes classées de la 5e à la 8e place de la dernière Liga de Honra. Ces équipes se voient attribuer le numéro 2.
  - Dans le pot 3, se trouvent les équipes classées de la 9e à la 12e place de la dernière Liga de Honra. Ces équipes se voient attribuer le numéro 3.
  - Dans le pot 4, se trouvent les équipes classées 13e et 14e de la dernière Liga de Honra ainsi que les deux promus de la II Divisão. Ces équipes se voient attribuer le numéro 4.

| Pot 1       | Pot 2       | Pot 3               | Pot 4      |
| ----------- | ----------- | ------------------- | ---------- |
| Belenenses  | Oliveirense | Desportivo das Aves | Varzim     |
| Leixões     | Trofense    | Gil Vicente         | Covilhã    |
| Feirense    | Penafiel    | Estoril-Praia       | Arouca     |
| Santa Clara | Fátima      | Freamunde           | Moreirense |

| # | Groupe A    | Groupe B   | Groupe C      | Groupe D            |
| - | ----------- | ---------- | ------------- | ------------------- |
| 1 | Feirense    | Belenenses | Santa Clara   | Leixões             |
| 2 | Fátima      | Penafiel   | Oliveirense   | Trofense            |
| 3 | Gil Vicente | Freamunde  | Estoril-Praia | Desportivo das Aves |
| 4 | Moreirense  | Arouca     | Varzim        | Covilhã             |

### Résultats

#### Groupe A
Source : www.ligaportugal.pt
| Rang | Équipe           | Pts | J | G | N | P | Bp | Bc | Diff |  | Résultats (▼ dom., ► ext.) | Fát | Gil | Mor | Fei |
| ---- | ---------------- | --- | - | - | - | - | -- | -- | ---- |  | -------------------------- | --- | --- | --- | --- |
| 1    | Fátima (LH)      | 5   | 3 | 1 | 2 | 0 | 5  | 4  | +1   |  | Fátima                     |     | 1-0 |     | 3-3 |
| 2    | Gil Vicente (LH) | 4   | 3 | 1 | 1 | 1 | 5  | 5  | 0    |  | Gil Vicente                |     |     | 3-3 | 2-1 |
| 3    | Moreirense (LH)  | 3   | 3 | 0 | 3 | 0 | 4  | 4  | 0    |  | Moreirense                 | 1-1 |     |     |     |
| 4    | Feirense (LH)    | 2   | 3 | 0 | 2 | 1 | 4  | 5  | -1   |  | Feirense                   |     |     | 0-0 |     |

Légende : (LH) = Liga de Honra

#### Groupe B
Source : www.ligaportugal.pt
| Rang | Équipe          | Pts | J | G | N | P | Bp | Bc | Diff |  | Résultats (▼ dom., ► ext.) | Pen | Aro | Fre | Bel |
| ---- | --------------- | --- | - | - | - | - | -- | -- | ---- |  | -------------------------- | --- | --- | --- | --- |
| 1    | Penafiel (LH)   | 6   | 3 | 2 | 0 | 1 | 4  | 2  | +2   |  | Penafiel                   |     |     | 1-0 | 3-1 |
| 2    | Arouca (LH)     | 5   | 3 | 1 | 2 | 0 | 3  | 2  | +1   |  | Arouca                     | 1-0 |     |     |     |
| 3    | Freamunde (LH)  | 4   | 3 | 1 | 1 | 1 | 6  | 3  | +3   |  | Freamunde                  |     | 1-1 |     | 5-1 |
| 4    | Belenenses (LH) | 1   | 3 | 0 | 1 | 2 | 3  | 9  | -6   |  | Belenenses                 |     | 1-1 |     |     |

Légende : (LH) = Liga de Honra

#### Groupe C
Source : www.ligaportugal.pt
| Rang | Équipe           | Pts | J | G | N | P | Bp | Bc | Diff |  | Résultats (▼ dom., ► ext.) | Oli | Est | San | Var |
| ---- | ---------------- | --- | - | - | - | - | -- | -- | ---- |  | -------------------------- | --- | --- | --- | --- |
| 1    | Oliveirense (LH) | 6   | 3 | 2 | 0 | 1 | 3  | 2  | +1   |  | Oliveirense                |     | 0-1 | 2-1 |     |
| 2    | Estoril (LH)     | 5   | 3 | 1 | 2 | 0 | 3  | 2  | +1   |  | Estoril                    |     |     | 1-1 | 1-1 |
| 3    | Santa Clara (LH) | 2   | 3 | 0 | 2 | 1 | 2  | 3  | -1   |  | Santa Clara                |     |     |     | 0-0 |
| 4    | Varzim (LH)      | 2   | 3 | 0 | 2 | 1 | 1  | 2  | -1   |  | Varzim                     | 0-1 |     |     |     |

Légende : (LH) = Liga de Honra

#### Groupe D
Source : www.ligaportugal.pt
| Rang | Équipe        | Pts | J | G | N | P | Bp | Bc | Diff |  | Résultats (▼ dom., ► ext.) | Lei | Ave | Cov | Tro |
| ---- | ------------- | --- | - | - | - | - | -- | -- | ---- |  | -------------------------- | --- | --- | --- | --- |
| 1    | Leixões (LH)  | 7   | 3 | 2 | 1 | 0 | 3  | 0  | +3   |  | Leixões                    |     |     | 1-0 |     |
| 2    | Aves (LH)     | 4   | 3 | 1 | 1 | 1 | 4  | 3  | +1   |  | Aves                       | 0-2 |     | 3-0 |     |
| 3    | Covilhã (LH)  | 3   | 3 | 1 | 0 | 2 | 2  | 4  | -2   |  | Covilhã                    |     |     |     | 2-0 |
| 4    | Trofense (LH) | 2   | 3 | 0 | 2 | 1 | 1  | 3  | -2   |  | Trofense                   | 0-0 | 1-1 |     |     |

Légende : (LH) = Liga de Honra

## Deuxième tour

### Format
- Ce tour se joue entre les deux premiers de chaque groupe du tour précédent, les six clubs de Primera Liga 2009-2010 (première division) classés de la neuvième à la quatorzième place et les deux équipes promues de Liga de Honra 2009-2010 (deuxième division)[1].
- Ce tour se dispute par matchs aller-retour.
- En cas d'égalité au cumul des deux matchs, il n'y a pas de prolongations et la qualification se joue lors d'une séance de tirs au but.
- Les matches aller ont lieu les 9, 10, 20, 27, 28 octobre 2010 ; les matches retour les 10, 17 et 20 novembre 2010.

### Tirage au sort
- Il a lieu le 22 septembre 2010[3].
- Les équipes sont réparties en deux pots :
  - Dans le pot A, les huit clubs qualifiés issus du premier tour.
  - Dans le pot B, les huit clubs entrants à ce tour de la compétition, soit les clubs classés de la 9e à la 14e place lors de la dernière saison de Primera Liga et les deux promus de Liga de Honra.
- Les équipes du Pot A reçoivent au match aller les équipes du pot B avant de se déplacer au match retour.

| Pot A               | Pot B           |
| ------------------- | --------------- |
| Fátima              | União de Leiria |
| Gil Vicente         | P. Ferreira     |
| Penafiel            | Académica       |
| Arouca              | Rio Ave         |
| Oliveirense         | Olhanense       |
| Estoril             | V. Setúbal      |
| Leixões             | Beira-Mar       |
| Desportivo das Aves | Portimonense    |

### Résultats
| Dates                     | Club             | Aller | Cumul            | Retour | Club              |
| ------------------------- | ---------------- | ----- | ---------------- | ------ | ----------------- |
| 9 octobre et 10 novembre  | Penafiel (LH)    | 2-0   | 3-3 (4-1 t.a.b.) | 1-3    | V. Setúbal (PL)   |
| 10 octobre et 10 novembre | Arouca (LH)      | 2-2   | 3-3 (4-2 t.a.b.) | 1-1    | Académica (PL)    |
| 10 octobre et 17 novembre | Fátima (LH)      | 1-1   | 2-5              | 1-4    | Beira-Mar (PL)    |
| 10 octobre et 10 novembre | Leixões (LH)     | 1-1   | 2-3              | 1-2    | P. Ferreira (PL)  |
| 20 octobre et 10 novembre | Estoril (LH)     | 0-0   | 1-1 (4-3 t.a.b.) | 1-1    | Rio Ave (PL)      |
| 20 octobre et 20 novembre | Gil Vicente (LH) | 3-2   | 4-3              | 1-1    | Leiria (PL)       |
| 27 octobre et 10 novembre | Oliveirense (LH) | 1-0   | 2-4              | 1-4    | Olhanense (PL)    |
| 28 octobre et 10 novembre | Aves (LH)        | 3-2   | 4-3              | 1-1    | Portimonense (PL) |

Légende : (PL) = Primera Liga, (LH) = Liga de Honra

## Troisième tour

### Format
- Ce troisième tour est joué avec les équipes qualifiées du second tour et les six premiers de la Primera Liga 2009-2010.
- Les matchs ont lieu les 2, 3, 18, 19, 20, 29 et 30 janvier 2011.
- Ce tour se dispute sous forme de poules de quatre équipes. Deux équipes par poule reçoivent deux fois et se déplacent une fois, les deux autres faisant l'inverse. L'ordre des matchs qui est tiré au sort est le suivant : 
  - Journée 1 : L'équipe 1 reçoit l'équipe 2 et l'équipe 4 reçoit l'équipe 3
  - Journée 2 : L'équipe 2 reçoit l'équipe 4 et l'équipe 1 reçoit l'équipe 3
  - Journée 3 : L'équipe 4 reçoit l'équipe 1 et l'équipe 3 reçoit l'équipe 2.
- Les vainqueurs de poules sont qualifiés pour le tour suivant.
- En cas d'égalité, les critères suivants sont utilisés :

1. Différence de buts
2. Nombre de buts marqués
3. Plus petit âge moyen des joueurs utilisés[1].

### Tirage au sort
- Il est effectué le 22 novembre 2010[4].
- Les équipes sont réparties de la façon suivante : 
  - Dans le pot 1, se trouvent les équipes classées de la 1re à la 4e place lors de la saison précédente de Primera Liga. Ces équipes sont numérotées 1.
  - Dans le pot 2, se trouvent les équipes classées de la 5e à la 8e place lors de la saison précédente de Primera Liga. Ces équipes sont numérotées 2.
  - Dans le pot 3, se trouvent les quatre équipes les mieux classées la saison précédente en championnat parmi celles qui ont disputé le second tour. Ces équipes sont numérotées 3.
  - Dans le pot 4, se trouvent les quatre autres équipes issues du second tour[1].

| Pot 1    | Pot 2        | Pot 3       | Pot 4       |
| -------- | ------------ | ----------- | ----------- |
| Benfica  | Marítimo     | P. Ferreira | Aves        |
| Braga    | V. Guimarães | Olhanense   | Gil Vicente |
| Porto    | Nacional     | Beira-Mar   | Estoril     |
| Sporting | Naval        | Penafiel    | Arouca      |

| # | Groupe A    | Groupe B  | Groupe C     | Groupe D |
| - | ----------- | --------- | ------------ | -------- |
| 1 | Porto       | Benfica   | Braga        | Sporting |
| 2 | Nacional    | Marítimo  | V. Guimarães | Naval    |
| 3 | Beira-Mar   | Olhanense | P. Ferreira  | Penafiel |
| 4 | Gil Vicente | Aves      | Arouca       | Estoril  |

### Résultats

#### Groupe A
Source : www.ligaportugal.pt
| Rang | Équipe           | Pts | J | G | N | P | Bp | Bc | Diff |  | Résultats (▼ dom., ► ext.) | Nac | Por | Gil | Bei |
| ---- | ---------------- | --- | - | - | - | - | -- | -- | ---- |  | -------------------------- | --- | --- | --- | --- |
| 1    | Nacional (PL)    | 9   | 3 | 3 | 0 | 0 | 8  | 3  | +5   |  | Nacional                   |     |     | 4-1 |     |
| 2    | Porto (PL)       | 4   | 3 | 1 | 1 | 1 | 6  | 4  | +2   |  | Porto                      | 1-2 |     |     | 3-0 |
| 3    | Gil Vicente (LH) | 4   | 3 | 1 | 1 | 1 | 5  | 7  | -2   |  | Gil Vicente                |     | 2-2 |     | 2-1 |
| 4    | Beira-Mar (PL)   | 0   | 3 | 0 | 0 | 3 | 2  | 7  | -5   |  | Beira-Mar                  | 1-2 |     |     |     |

Légende : (PL) = Primera Liga, (LH) = Liga de Honra

#### Groupe B
Source : www.ligaportugal.pt
| Rang | Équipe         | Pts | J | G | N | P | Bp | Bc | Diff |  | Résultats (▼ dom., ► ext.) | Ben | Mar | Ave | Olh |
| ---- | -------------- | --- | - | - | - | - | -- | -- | ---- |  | -------------------------- | --- | --- | --- | --- |
| 1    | Benfica (PL)   | 9   | 3 | 3 | 0 | 0 | 9  | 2  | +7   |  | Benfica                    |     | 2-0 |     | 3-2 |
| 2    | Marítimo (PL)  | 6   | 3 | 2 | 0 | 1 | 3  | 3  | 0    |  | Marítimo                   |     |     | 2-1 |     |
| 3    | Aves (LH)      | 3   | 3 | 1 | 0 | 2 | 4  | 8  | -4   |  | Aves                       | 0-4 |     |     | 3-2 |
| 4    | Olhanense (PL) | 0   | 3 | 0 | 0 | 3 | 4  | 7  | -3   |  | Olhanense                  |     | 0-1 |     |     |

Légende : (PL) = Primera Liga, (LH) = Liga de Honra

#### Groupe C
Source : www.ligaportugal.pt
| Rang | Équipe                 | Pts | J | G | N | P | Bp | Bc | Diff |  | Résultats (▼ dom., ► ext.) | P.Fer | Bra | V.Gui | Aro |
| ---- | ---------------------- | --- | - | - | - | - | -- | -- | ---- |  | -------------------------- | ----- | --- | ----- | --- |
| 1    | Paços de Ferreira (PL) | 9   | 3 | 3 | 0 | 0 | 8  | 5  | +3   |  | P. Ferreira                |       |     | 2-1   |     |
| 2    | Braga (PL)             | 6   | 3 | 2 | 0 | 1 | 9  | 4  | +5   |  | Braga                      | 2-3   |     | 3-1   |     |
| 3    | V. Guimarães (PL)      | 3   | 3 | 1 | 0 | 2 | 3  | 5  | -2   |  | Guimarães                  |       |     |       | 1-0 |
| 4    | Arouca (LH)            | 0   | 3 | 0 | 0 | 3 | 2  | 8  | -6   |  | Arouca                     | 2-3   | 0-4 |       |     |

Légende : (PL) = Primera Liga, (LH) = Liga de Honra

#### Groupe D
Source : www.ligaportugal.pt
| Rang | Équipe        | Pts | J | G | N | P | Bp | Bc | Diff |  | Résultats (▼ dom., ► ext.) | Spo | Est | Nav | Pen |
| ---- | ------------- | --- | - | - | - | - | -- | -- | ---- |  | -------------------------- | --- | --- | --- | --- |
| 1    | Sporting (PL) | 6   | 3 | 2 | 0 | 1 | 7  | 2  | +5   |  | Sporting                   |     |     | 2-0 | 4-0 |
| 2    | Estoril (LH)  | 4   | 3 | 1 | 1 | 1 | 4  | 4  | 0    |  | Estoril                    | 2-1 |     |     | 0-1 |
| 3    | Naval (PL)    | 4   | 3 | 1 | 1 | 1 | 3  | 4  | -1   |  | Naval                      |     | 2-2 |     |     |
| 4    | Penafiel (LH) | 3   | 3 | 1 | 0 | 2 | 1  | 5  | -4   |  | Penafiel                   |     |     | 0-1 |     |

Légende : (PL) = Primera Liga, (LH) = Liga de Honra

## Phase finale

### Demi-finales

#### Format
- La première demi-finale oppose le vainqueur du Groupe B à celui du Groupe D.
- La deuxième demi-finale oppose le vainqueur du Groupe A à celui du Groupe C.
- En cas d'égalité à la fin du temps réglementaire, les deux clubs se départagent lors d'une séance de tirs au but[1].

#### Résultats
| Mercredi 2 mars 2011 | Benfica                                                                        | 2 – 1   | Sporting                                                                                            | Estádio da Luz, Lisbonne                     |                                              |
| 20h45                | 34e Cardozo · 37e Maxi Pereira · 57e Salvio · 90e Coentrão · 90+2e Javi García | (1 - 1) | Torsiglieri 27e · João Pereira 28e · H. Postiga 31e · H. Postiga 32e · Polga 32e · Rui Patrício 83e | Spectateurs : 49 652 Arbitrage : Jorge Sousa | Spectateurs : 49 652 Arbitrage : Jorge Sousa |
| 20h45                | Rapport                                                                        |         | | Spectateurs : 49 652 Arbitrage : Jorge Sousa | Spectateurs : 49 652 Arbitrage : Jorge Sousa |

| Jeudi 3 mars 2011 | Nacional                                                                  | 3 – 4   | P. Ferreira | Stade de Madère, Funchal                          |                                                   |
| 20h15             | 11e Lopes · 34e Diego · 43e L. Alberto · 84e (pen.) Gentil · 90+1e Gentil | (2 - 2) | Maykon 25e · Simão 30e · Pizzi 40e · M. Rondon 51e · Pizzi 56e · Manuel José 77e · Maykon 81e · Baiano 83e · Maykon 86e · André Leão 90+2e | Spectateurs : 1 248 Arbitrage : Artur Soares Dias | Spectateurs : 1 248 Arbitrage : Artur Soares Dias |
| 20h15             | Rapport                                                                   |         | | Spectateurs : 1 248 Arbitrage : Artur Soares Dias | Spectateurs : 1 248 Arbitrage : Artur Soares Dias |

### Finale

#### Format
- Elle se déroule le 23 avril 2011 au Stade municipal de Coimbra de Coimbra.
- En cas d'égalité à l'issue du match, une séance de tirs au but est disputée[1].

#### Résultat
| Samedi 23 avril 2011 | Benfica                                                                | 2 - 1   | P. Ferreira                                                | Stade municipal de Coimbra, Coimbra            |                                                |
| 20h45                | 17e Jara · 30e Maxi Pereira · 43e Javi García · 49e Luisão · 55e Aimar | (2 - 0) | Maykon 26e · Olímpio 33e · Luisão 49e (csc) · Cássio 90+2e | Spectateurs : 26 222 Arbitrage : Pedro Proença | Spectateurs : 26 222 Arbitrage : Pedro Proença |
| 20h45                | Rapport                                                                |         |                                                            | Spectateurs : 26 222 Arbitrage : Pedro Proença | Spectateurs : 26 222 Arbitrage : Pedro Proença |

## Classement des buteurs
Source : ligaportugal.pt
| Rang | Joueur          | Club        | Buts |
| ---- | --------------- | ----------- | ---- |
| 1    | Hugo Vieira     | Gil Vicente | 5    |
| 2    | Anselmo         | Nacional    | 4    |
| 2    | Javi García     | Benfica     | 4    |
| 2    | Mario Rondón    | P. Ferreira | 4    |
| 2    | António Gouveia | Aves        | 4    |
| 2    | Wesllem         | Penafiel    | 4    |